# Équipe du Pérou féminine de handball
Maillots
Dernière mise à jour : 17 mai 2020.
L'équipe du Pérou féminine de handball représente le Pérou lors des compétitions internationales de handball.

## Palmarès

### Jeux panaméricains
- 2019 : 8e

### Jeux sud-américains
- 2018 : 6e

### Jeux bolivariens
- 2013 : 6e
- 2017 : 5e